# Ludwig Herthel
Ludwig Herthel (* 25. April 1887 in Metz; † 24. Dezember 1965 in Offenbach an der Queich) war ein deutscher Maler und Grafiker.

## Leben
Herthel war der Sohn eines Militärbeamten aus Offenbach an der Queich. 1893 kam er mit seiner Familie nach Landau in der Pfalz, wo er das humanistische Gymnasium besuchte. Später studierte er an der Kunstgewerbeschule und Technischen Hochschule in München sowie der Kunstakademie in Stuttgart. 1905 zog er nach München. Er unterrichtete als Lehrer an der dortigen Debschitz-Schule. Er war unter anderem mit Hermann Sauter und Ernst Buschor befreundet.
Herthel war Albrecht-Dürer-Preisträger (1920) und vor 1933 ein anerkannter Münchener Künstler. Seine Bilder wurden 1925 von Berliner und Münchener Museen angekauft.
Der im Dritten Reich einsetzende Bildersturm machte auch vor dem Schaffen Ludwig Herthels nicht Halt. Er wurde als „entartet“ diffamiert. Seine Werke, die sich in Museumsbesitz befanden, wurden 1938 beschlagnahmt und verbrannt. Bei einem Fliegerangriff auf München verlor er Hab und Gut und viele seiner Bilder von hohem Wert.
1943 zog Ludwig Herthel nach Landau/Pfalz. Hier verhaftete die Gestapo im Mai 1944 seine Frau, die Miniaturmalerin Marianne Herthel (geb. Bach; * 1896; † 1944 Ermordung im KZ Auschwitz), weil sie Jüdin war. Dieser neuerliche schwere Schicksalsschlag brach Herthels Lebensmut und Schaffenskraft vollends. Er gab seine künstlerische Tätigkeit auf und wurde zwischenzeitlich entmündigt (1953–1958).
Ludwig Herthel zog 1957 nach Offenbach an der Queich, wo er völlig zurückgezogen und in sich gekehrt seine letzten Lebensjahre verbrachte. Am 24. Dezember 1965 starb er. Er fand auf dem dortigen Friedhof seine letzte Ruhestätte.

## Werk
Ludwig Herthel malte insbesondere Landschaften und Blumenstücke. Werke von ihm befinden sich unter anderem in den Sammlungen University of Michigan Museum of Art, Museum Pfalzgalerie Kaiserslautern und Städtische Galerie im Lenbachhaus.
Sein Bild Durchblick auf Dorf und Kirche und mehrere andere Werke wurden im Nationalsozialismus aus den Bayerischen Staatsgemäldesammlungen entfernt und 1937 im NS-Beschlagnahmeinventar „Entartete Kunst“ als zerstört verzeichnet.

## Ausstellungen (Auswahl)
- 1926: Pfälzisches Gewerbe-Museum Kaiserslautern (Einzelausstellung mit Katalog)[1]
- 1907, 1928: Ausstellungen der Secession, Berlin
- 1931: Ausstellung der Juryfreien, Glaspalast München, siehe auch Liste beim Brand des Münchner Glaspalasts zerstörter Werke#Die Juryfreien (Nr. 10)